# 安东·达尔贝里
安东·达尔贝里（瑞典語：Anton Dahlberg，1985年5月10日—），瑞典男子帆船运动员。他曾代表瑞典参加2008年、2012年、2016年和2020年夏季奥林匹克运动会帆船比赛，获得一枚银牌。